# Jenny Eidolf
Jenny Maria Eidolf (* 1. August 1971 in Uppsala) ist eine ehemalige schwedische Freestyle-Skierin. Sie startete in den Buckelpisten-Disziplinen Moguls und Dual Moguls.

## Werdegang
Eidolf, die für den Åre SLK startete, trat international erstmals bei den Internationalen Jugendmeisterschaften 1990 am Pyhätunturi in Erscheinung, wobei sie den sechsten Platz im Moguls errang und startete im März 1991 in Voss erstmals im Weltcup. Dort sprang sie auf den 22. Platz im Moguls. In der Saison 1994/95 erreichte sie in Meiringen-Hasliberg mit dem dritten Platz im Moguls ihre erste Podestplatzierung und zum Saisonende den 19. Platz im Moguls-Weltcup. Zudem belegte sie bei den Weltmeisterschaften 1995 in La Clusaz den 26. Platz auf der Buckelpiste. In der Saison 1995/96 sprang sie mit vier Top-Zehn-Platzierungen auf den 21. Platz im Moguls-Weltcup sowie auf den neunten Rang im Dual-Moguls-Weltcup und in der Saison 1996/97 mit fünf Top-Zehn-Platzierungen auf den 27. Platz im Gesamtweltcup, auf den 20. Rang im Dual-Moguls-Weltcup sowie auf den neunten Platz im Moguls-Weltcup. Bei den Weltmeisterschaften 1997 im Iizuna Kōgen Sukī-jō wurde sie Zwölfte im Moguls. In der Saison 1997/98 kam sie bei 11 Weltcupteilnahmen fünfmal unter die ersten Zehn. Dabei holte sie im Moguls in Breckenridge ihren ersten und einzigen Weltcupsieg und errang in Altenmarkt-Zauchensee den zweiten Platz im Dual Moguls. Beim Saisonhöhepunkt, den Olympischen Winterspielen 1998 in Nagano, belegte sie den 21. Platz im Moguls. Die Saison beendete sie auf dem 28. Platz im Gesamtweltcup, auf dem 11. Rang im Moguls-Weltcup sowie auf dem siebten Platz im Dual-Moguls-Weltcup. Letztmals international startete sie bei den Weltmeisterschaften 1999 in Meiringen-Hasliberg, wobei sie den 18. Platz im Moguls und den neunten Platz im Dual Moguls errang.

## Erfolge

### Olympische Spiele
- 1998 Nagano: 21. Platz Moguls

### Weltmeisterschaften
- 1995 La Clusaz: 26. Platz Moguls
- 1997 Iizuna Kōgen: 12. Platz Moguls
- 1999 Meiringen-Hasliberg: 9. Platz Dual Moguls, 18. Platz Moguls

### Weltcupsiege
Eidolf nahm an 46 Weltcups teil und erreichte 18 Top-Zehn-Platzierungen sowie drei Podestplatzierungen.
| Datum           | Ort          | Land               | Disziplin |
| --------------- | ------------ | ------------------ | --------- |
| 30. Januar 1998 | Breckenridge | Vereinigte Staaten | Moguls    |

### Weltcup-Gesamtplatzierungen
| Saison  | Gesamt | Gesamt | Moguls | Moguls | Dual Moguls | Dual Moguls |
| Saison  | Punkte | Platz  | Punkte | Platz  | Punkte      | Platz       |
| ------- | ------ | ------ | ------ | ------ | ----------- | ----------- |
| 1993/94 | 5      | 94.    | 40     | 43.    | -           | -           |
| 1994/95 | 41     | 51.    | 284    | 19.    | -           | -           |
| 1995/96 | 36     | 56.    | 284    | 21.    | 116         | 9.          |
| 1996/97 | 71     | 27.    | 356    | 9.     | 92          | 20.         |
| 1997/98 | 69     | 28.    | 412    | 11.    | 248         | 7.          |
| 1998/99 | 14     | 47.    | 56     | 28.    | 44          | 22.         |